# Eduard von Peucker

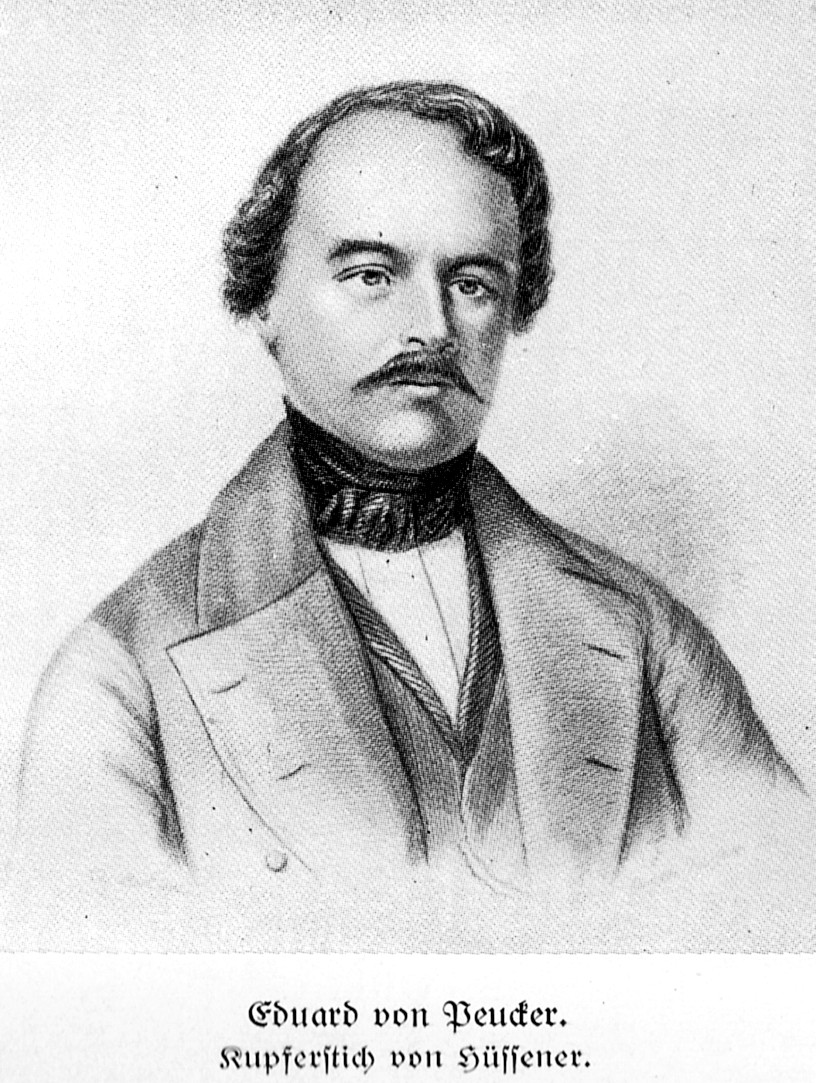
Eduard von Peucker, Kupferstich von Auguste Hüssener

Eduard Peucker, ab 1816 von Peucker (* 19. Januar 1791 in Schmiedeberg; † 10. Februar 1876 in Berlin) war ein preußischer General der Infanterie. 1848/1849 diente er als Reichskriegsminister in der deutschen Zentralgewalt und danach in der Bundeszentralkommission.

## Leben

### Herkunft
Peucker stammte aus alter schlesischer Familie, die 1664 in Bernstadt an der Weide (Niederschlesien) ansässig war. Er war der Sohn des Kaufmanns und Gutsbesitzers Christian Peucker und dessen Ehefrau Christiane Henriette, geborene Klaußen.

### Militärkarriere
Nach dem Besuch des Maria-Magdalenen-Gymnasiums in Breslau trat Peucker am 24. Juni 1809 in die 4. Fußkompanie der schlesische Artilleriebrigade ein. Die Anregung dazu kam vom preußischen Heerführer Gneisenau, den Peucker zuvor bei Verwandten kennengelernt hatte. Er wurde bereits 1811 zum Secondeleutnant ernannt und nahm ab 1812 am Feldzug gegen Russland teil. Dabei tat er sich mit seinen militärischen Fähigkeiten besonders hervor, wurde mehrfach ausgezeichnet und am 7. Juni 1815 zum Premierleutnant befördert. Am 16. Mai 1816 wurde er in den Adelsstand erhoben und im Juni in das Kriegsministerium versetzt.
Bis 1842 wurde er bis zum Generalmajor befördert und trat im Mai 1848 als preußischer Militärkommissar in die Bundesmilitärkommission in Frankfurt am Main ein. Hier ernannte ihn am 15. Juli 1848 der Reichsverweser Erzherzog Johann zum Reichskriegsminister. Gemeinsam mit seinem Ministerkollegen Anton von Schmerling veröffentlichte er den  Huldigungserlass, und in den Septembertagen leitete Peucker die Unterwerfung der Aufständischen in Frankfurt am Main. Nachdem er noch am 8. Mai 1849 zum preußischen Generalleutnant befördert worden war, trat sein Kabinett nach Preußens Ablehnung der Reichsverfassung am 10. Mai 1849 zurück. Er gehörte aber auch den beiden letzten, konservativen Kabinetten der Zentralgewalt sowie zeitweilig der Bundeszentralkommission an, die die Bundesgeschäfte von der Reichsregierung übernahm.
Er erhielt am 10. Juni 1849 den Befehl über das Bundeskorps, das zur Niederwerfung der Badischen Revolution gebildet worden war. Im Dezember 1849 wurde er für Preußen Mitglied der Bundeszentralkommission zur Erhaltung des Deutschen Bundes, im Dezember 1850 ging er als preußischer Militärkommissar nach Kassel. Die Mission dauerte nur bis Februar 1851 (siehe Herbstkrise 1850).
Peucker lebte daraufhin einige Jahre ohne dienstliche Verpflichtung in Berlin, ehe er 1854 zum Generalinspekteur des Militärerziehungs- und Bildungswesens ernannt wurde und sich durch die Umorganisation der preußischen Militärschulen und die Verbesserung der Unterrichtsmethoden Verdienste erwarb. Am 22. November 1858 wurde Peucker zum General der Infanterie ernannt. Ab 1860 war er Ehrendoktor der Friedrich-Wilhelms-Universität Berlin und wurde am 18. Oktober 1861 mit dem Großkreuz des Roten Adlerordens mit Schwertern am Ringe ausgezeichnet sowie am 17. März 1863 zum Ritter des Schwarzen Adlerordens geschlagen.
Am 21. November 1872 reichte er sein Abschiedsgesuch ein. Dieser wurde ihm daraufhin mit Pension gewährt und er gleichzeitig zum Chef des Schlesischen Feldartillerie-Regiments Nr. 6 ernannt. Außerdem wurde Peucker am 24. November 1872 auf Lebenszeit in das Preußische Herrenhaus berufen.
Nach seinem Tode am 10. Februar 1876 wurde Peucker am 13. Februar auf dem Dorotheenstädtischen Friedhof beigesetzt.

### Familie
Peucker war zwei Mal verheiratet. Am 8. Dezember 1816 ehelichte er in Berlin Christiane (* 8. Dezember 1792 in Berlin; † 7. September 1817 ebenda), die Tochter des Kriegsrates Werner Friedrich Rimpler. Nach deren Tod heiratete Peucker am 19. November 1820 in Zeesen Clara Gräfin von der Schulenburg-Ottleben (* 8. Februar 1802 in Ottleben; † 17. August 1837 in Berlin). Die erste Ehe blieb kinderlos. Aus der zweiten gingen folgende Kinder hervor:
- Clara (* 20. November 1821 in Berlin) ⚭ Landrat von Niebelschütz auf Dahwe
- Eduard (1823–1897)
- Werner (*/† 1825)

## Werke
- Das deutsche Kriegswesen der Urzeit in seinen Verbindungen und Wechselwirkungen mit dem gleichzeitigen Staats- und Volksleben. 3 Teile (Berlin 1860–64) (Digitalisat Bd. 2)
- Beiträge zur Beleuchtung einiger Grundlagen für die künftige Wehrverfassung Deutschlands. Frankfurt am Main 1848.